# Ruslan Tleubàiev
Ruslan Bakhitjànovitx Tleubàiev (en rus: Руслан Бахытжанович Тлеубаев) (Almati, 3 de juliol de 1987) és un ciclista kazakh. Professional des del 2012, actualment a l'equip Team Astana.

## Palmarès
- 2010
  - Vencedor de 2 etapes a la Friendship People North-Caucasus Stage Race
- 2011
  - Vencedor d'una etapa al Gran Premi de Sotxi
- 2012
  - 1r a la Copa de la Pau
  - Vencedor d'una etapa a la Volta a la Independència Nacional
  - Vencedor d'una etapa al Girobio
  - Vencedor d'una etapa al Tour d'Alsàcia
- 2014
  - Campió d'Àsia en ruta
- 2016
  - Vencedor d'una etapa al Tour de Hainan